# Вайоц-Дзор
Вайо́ц-Дзор (вірм. Վայոց Ձոր) — марз (область) у Вірменії. Розташований на південному сході країни, на заході межує з марзом Арарат, на півночі з марзом Гегаркунік, на північному сході з Шаумянівським районом, на сході з марзом Сюнік, а на півдні з Нахіджеваном. Адміністративний центр — Єхегнадзор, інші міста — Вайк та Джермук. Марз Вайоц-Дзор — найменш заселений регіон Вірменії.

## Найвизначніші пам'ятки
- Джермук — відомий курорт
- Монастир Нораванк
- Селімський перевал — стародавній караван-сарай
- Арчері — карстова печера
- Печера Магела
- Гндеванк
- Смбатаберд — фортеця

## Галерея

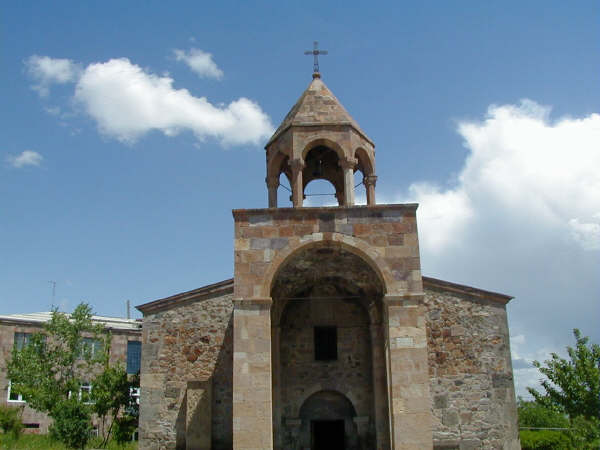
Церква в Єхегнадзорі
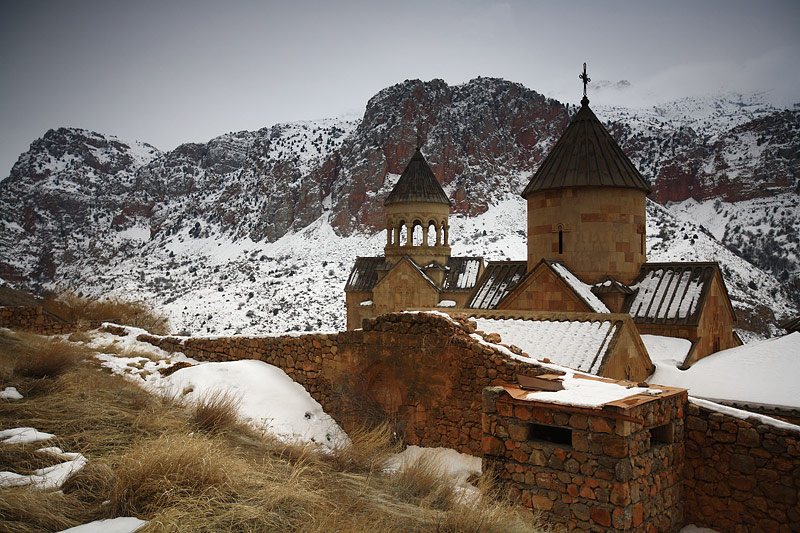
Монастир Нораванк взимку
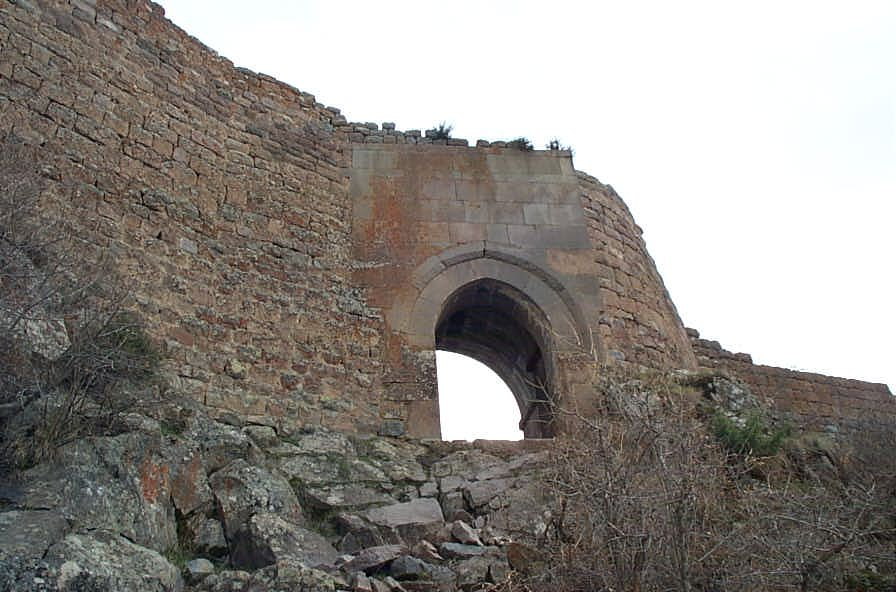
Фортеця Смбатаберд

## Найбільші населені пункти
Міста з населенням понад 5 тисяч осіб:
| Назва міста | Населення, осіб (2010) |
| ----------- | ---------------------- |
| Єхегнадзор  | 8184                   |
| Джермук     | 6226                   |
| Вайк        | 5912                   |
| Малішка     | 5316                   |